# Ranny

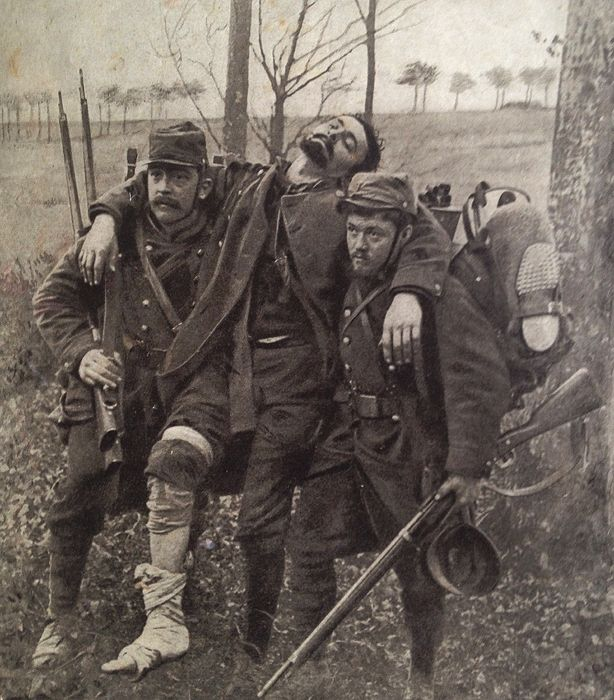
Ranny francuski żołnierz w trakcie I wojny światowej

Ranny – członek regularnych lub nieregularnych sił zbrojnych, który stał się (trwale lub tymczasowo) niezdolny do walki, na skutek obrażeń doznanych w trakcie konfliktu zbrojnego.
W czasie działań bojowych to żołnierz niepełnowartościowy, nieposiadający pełnej zdolności bojowej, najczęściej kierowany do punktów medycznych lub szpitali wojskowych. Lekko ranni żołnierze mogą prowadzić działania bojowe w ograniczonym zakresie.

## Prawo międzynarodowe
Międzynarodowe prawo wojenne nakazuje szczególnie chronić osoby ranne i chore, oraz rozbitków, zapewnić im humanitarne traktowanie oraz pomoc medyczną, bez względu na ich rasę, płeć, narodowość, poglądy religijne i polityczne itp. W szczególności zabrania się torturowania, dobijania, celowego pozostawiania bez opieki lub leczenia, przeprowadzania eksperymentów medycznych. Rozszerzenia konwencji prawa międzynarodowego objęły ochroną także rannych, chorych i rozbitków w konfliktach, które nie mają międzynarodowego charakteru jak wojny domowe, bądź wojny narodowowyzwoleńcze.
Pierwszym dokumentem prawa międzynarodowego, regulującym kwestię rannych była konwencja genewska z 1864 roku, uzupełnionej przez konwencje z 1906 i 1929 roku. Kolejny umowy, z 1949 roku, regulowały szczegółowo kwestię jeńców (co obejmowało też kwestię rannych, chorych i rozbitków, którzy dostali się w ręce nieprzyjaciela). Na mocy tych umów wprowadzono też nakaz ścisłego ewidencjonowania rannych, chorych i rozbitków.
I Protokół Dodatkowy do Konwencji Genewskich z 1949 roku, podpisany w 1977, zabrania atakowania przeciwnika wyłączonego z walki (hors de combat), jak ranny czy jeniec (art. 41).

## Nazewnictwo NATO
W nazewnictwie sił zbrojnych państw NATO (w tym w Siłach Zbrojnych Rzeczypospolitej Polskiej) na oznaczenie rannych w walce stosowany bywa także akronim WIA pochodzący od angielskiego określenia wounded in action.
W statystyce wojskowej ranni w walce wraz z poległymi w walce (KIA), chorymi, pojmanymi i zaginiony w akcji stanowią sumę strat osobowych. W nazewnictwie NATO osobną podkategorię stanowią zmarli w wyniku odniesionych ran, czyli żołnierze zmarli po objęciu ich opieką medyczną, na polu bitwy, bądź poza nim.

## Odznaczenia
Państwa traktują odniesienie ran w boju jako przesłankę do przyznania państwowego odznaczenia. Do odznaczeń należą m.in. amerykańskie Purpurowe Serce, austro-węgierski Medal Rannych, polskie Odznaka za Rany i Kontuzje i Wojskowa odznaka „Za Rany i Kontuzje”, francuskie Médaille des blessés de guerre i Insigne des blessés civils, niemieckie Verwundetenabzeichen, kanadyjski Medal Ofiary.